# Dokkaebi
Dokkaebi (tiếng Hàn Quốc: 도깨비) là một sinh vật bí ẩn trong văn hóa dân gian hay truyện cổ tích của Triều Tiên. Mặc dù Dokkaebi thường rất đáng sợ, nhưng nó cũng có thể rất hài hước và trông rất lố bịch, giống với goblin trong văn hóa châu Âu. Những sinh vật này thích nghịch ngợm và trêu chọc người xấu nhưng lại ban phước lành và thịnh vượng cho người tốt. Cần tránh nhầm lẫn với Gwisin (tiếng Hàn: 귀시; Hanja: 鬼神; Quỷ Thần, "hồn ma"), chúng khác nhau ở chỗ Dokkaebi không phải là do linh hồn của người chết mà là sự biến đổi của một đồ vật vô tri vô giác.

## Đặc điểm
Mỗi loại Dokkaebi khác nhau lại có một câu chuyện khác nhau đằng sau chúng. Trong một số trường hợp, chúng được cho là vô hại nhưng lại rất nghịch ngợm, thường hay trêu chọc người khác hoặc thách những người qua đường đấu Ssireum (đấu vật Hàn Quốc) nếu muốn đi qua.
Hầu hết các Dokkaebi luôn mang theo bên mình một cái chày gọi là Dokkaebi Bangmang-i (tiếng Hàn Quốc: 도깨비 방망이; tạm dịch: cây gậy của Dokkaebi). Nó giống như là một chiếc đũa thần, có thể triệu hồi bất cứ thứ gì nó muốn. Không may thay, mỗi khi nó triệu hồi thứ gì, thì thứ đó sẽ bị ăn cắp từ ai đó, vì chiếc chày chỉ có thể triệu hồi những thứ tồn tại, chứ không thể làm ra đồ vật từ hư vô được.
Dokkaebi còn rất thích chơi trò chơi, nhất là Ssireum như đã nói ở trên. Chúng rất giỏi trò này và không một ai có thể thắng được Dokkaebi nếu cố gắng đẩy nó từ bên trái. Nhưng điểm yếu của Dokkaebi lại chính là bên phải. Trong một câu chuyện khác, để thắng được Dokkaebi, ta phải ngoắc chân của chúng và đẩy ra sau, vì sinh vật này chỉ có một chân.
Dokkaebi còn có một chiếc mũ tên là Dokkaebi Gamtu (tiếng Hàn Quốc: 도깨비 감투). Chiếc mũ được biết tới nhiều nhất nhờ khả năng khiến cho người đội trở nên vô hình.

## Trong truyền thuyết
Gần như tất cả các câu chuyện cổ tích của Hàn Quốc có sự xuất hiện của Dokkaebi. Những câu chuyện đó kể về các Dokkaebi chuyên đi chơi xấu những kẻ có tâm địa xấu xa. Một trong số đó là về một ông lão sông một mình trên một ngọn núi. Một ngày kia có một Dokkaebi đến nhà ông lão. Trong sự ngạc nhiên, ông lão tốt bụng đã mời Dokkaebi cùng uống rượu và họ trở thành bạn với nhau. Cả hai rất hay gặp nhau và cùng nhau nói chuyện, cho đến một ngày, ông lão đi bộ trong rừng cạnh một con suối và thấy hình ảnh mình phản chiếu càng ngày càng giống Dokkaebi. Ông ta sợ hãi nhận ra rằng mình đang dần dần trở thành sinh vật đó. Thế là ông mới nghĩ ra một kế để ngăn chặn việc mình sẽ biến thành Dokkaebi. Đầu tên lão mời Dokkaebi đến nhà. Rồi hỏi: "Ngươi sợ cái gì nhất?", Dokkaebi trả lời: "Ta sợ nhất là máu. Còn ngươi, ngươi sợ cái gì nhất?". Ông lão giả vờ sợ hãi rồi trả lời: "Ta sợ nhất là tiền. Thế nên ta mới sống ở trên ngọn núi này một mình.". Ngày tiếp theo, ông lão giết một con bò, rồi lấy máu đổ khắp nhà. Thấy vậy, Dokkaebi vừa bất ngờ vừa giận dữ chạy đi và nói: "Hãy đợi đấy, ta sẽ trở lại với nỗi sợ lớn nhất của ngươi!". Hôm sau, Dokkaebi quay lại với một bao tiền và ném thẳng vào ông lão. Sau chuyện đó, Dokkaebi không bao giờ quay trở lại còn ông lão trở thành người giàu nhất vùng.

## Phân loại
Dù Dokkaebi không có hình dạng thực sự, người ta vẫn phân nó thành nhiều loại. Sau đây là một số loại điển hình:
- Cham Dokkaebi (tiếng Hàn Quốc: 참도깨비; nghĩa đen Dokkaebi thực sự): Dokkaebi tinh nghịch. Đối lập với Gae Dokkaebi.
- Gae Dokkaebi (tiếng Hàn Quốc: 개도깨비; nghĩa đen Dokkaebi hoang dã): Dokkaebi xấu xa. Đối lập với Cham Dokkaebi.
- Gim Seobang Dokkaebi (tiếng Hàn Quốc: 김서방 도깨비; nghĩa đen Dokkaebi họ Kim): Dokkaebi ngu ngốc trông giống như nông dân.
- Nat Dokkaebi (tiếng Hàn Quốc: 낮도깨비; nghĩa đen Dokkaebi ngày): Không giống như những Dokkaebi khác, chúng hoạt động vào ban ngày và hay đem Dokkaebi Gamtu cho con người.
- Go Dokkaebi (tiếng Hàn Quốc: 고도깨비; nghĩa đen Dokkaebi cao): Dokkaebi rất giỏi trong việc sử dụng vũ khí, nhất là cung tên.
- Gaksi Dokkaebi (tiếng Hàn Quốc: 각시도깨비; nghĩa đen Dokkaebi thiếu nữ) và Chonggak Dokkaebi (tiếng Hàn Quốc: 총각도깨비; nghĩa đen Dokkaebi cử nhân): Dokkaebi hay dụ dỗ, thu hút con người.
- Oenun dokkaebi (tiếng Hàn Quốc: 외눈도깨비; nghĩa đen Dokkaebi một mắt): Dokkaebi chỉ có một con mắt và ăn rất nhiều.
- Oedari dokkaebi (tiếng Hàn Quốc: 외다리도깨비; nghĩa đen Dokkaebi một chân): Dokkaebi chỉ có một chân và thích chơi Ssireum.

## Trong văn hóa hiện đại
- Tiểu thuyết của Larry Correia viết năm 2014 Monster Hunter Nemesis có một nhân vật, Michael Putlack, bị chiếm hữu bởi mộy Go Dokkaebi.[2]
- Bộ phim truyền hình Hàn Quốc Bạn gái tôi là Hồ ly (My Girlfriend is a Gumiho) có xuất hiện một Dokkaebi cố gắng trộm Tiên Đan của Gumiho (Shin Min-ah).
- Bộ phim truyền hình Hàn Quốc Yêu tinh (Guardian: The Lonely and Great God) với nhân vật nam chính Kim Shin (Gong Yoo) là một Dokkaebi bất tử.